# Pycnoctena angustula
Pycnoctena angustula är en fjärilsart som beskrevs av Felder 1874. Pycnoctena angustula ingår i släktet Pycnoctena och familjen bastardsvärmare. Inga underarter finns listade i Catalogue of Life.